# Zuckerart
Zuckerart ist eine Verkehrsbezeichnung und dient der Lebensmittel-Kennzeichnungsverordnung. Der Begriff umfasst nach der Zuckerartenverordnung und in Umsetzung der Richtlinie 2001/111/EG des Rates über bestimmte Zuckerarten namentlich die Zuckerarten:
1. Halbweißzucker
2. Zucker oder Weißzucker
3. raffinierter Zucker, raffinierter Weißzucker oder Raffinade
4. Flüssigzucker = wässrige Lösung von Saccharose mit näher definierten Merkmalen
5. Invertflüssigzucker
6. Invertzuckersirup
7. Glucosesirup
8. getrockneter Glucosesirup
9. Traubenzucker (Glucose, Dextrose) kristallwasserhaltig
10. Traubenzucker (Glucose, Dextrose) kristallwasserfrei
11. Fructose (Fruchtzucker)
12. Laktose / Lactose (Milchzucker)

Diese Zuckerarten genießen Bezeichnungsschutz. Die genannten Bezeichnungen sind Erzeugnissen vorbehalten, die den gesetzlichen Begriffsbestimmungen entsprechen.
Für die chemischen Hintergründe und eine Kategorisierung aller Zuckerarten, siehe Saccharide.